# Pejman Montazeri
Pejman Montazeri (Ahvaz, 6 september 1983) is een Iraans voetballer die als verdediger speelt. In 2008 debuteerde hij in het Iraans voetbalelftal.

## Clubcarrière
In 2004 maakte Montazeri zijn debuut voor Foolad FC, hier speelde hij al drie jaar in de jeugd. Na drie seizoenen tekende hij een contract bij de Iraanse topclub Esteghlal FC. Hier won hij tweemaal de landstitel. Halverwege het seizoen 2013/14 ging hij over naar het Qatarese Umm-Salal SC. Aldaar maakte hij in januari 2014 zijn debuut in de Qatarese voetbalcompetitie.

## Interlandcarrière
Op 19 december 2008 debuteerde Montazeri in het Iraans voetbalelftal in een wedstrijd tegen China. Zijn eerste en vooralsnog enige interlanddoelpunt maakte hij op 5 oktober 2011 in de oefeninterland tegen Palestina. In de 59ste minuut maakte hij de 5–0 (eindstand 7–0). In mei 2014 maakte bondscoach Carlos Queiroz bekend hem te selecteren voor de voorselectie van Iran voor het Wereldkampioenschap voetbal 2014 in Brazilië. Montazeri stond op het toernooi in alle groepsduels in de basis.
| Interlands van Pejman Montazeri voor Iran | Interlands van Pejman Montazeri voor Iran | Interlands van Pejman Montazeri voor Iran | Interlands van Pejman Montazeri voor Iran | Interlands van Pejman Montazeri voor Iran | Interlands van Pejman Montazeri voor Iran |
| №                                         | Datum                                     | Wedstrijd                                 | Uitslag                                   | Soort Wedstrijd                           | Doelpunten                                |
| Als speler bij Esteghlal FC               | Als speler bij Esteghlal FC               | Als speler bij Esteghlal FC               | Als speler bij Esteghlal FC               | Als speler bij Esteghlal FC               | Als speler bij Esteghlal FC               |
| ----------------------------------------- | ----------------------------------------- | ----------------------------------------- | ----------------------------------------- | ----------------------------------------- | ----------------------------------------- |
| 1.                                        | 19 december 2008                          | China – Iran                              | 0 – 2                                     | Vriendschappelijk                         | 0                                         |
| 2.                                        | 5 oktober 2011                            | Iran – Palestina                          | 7 – 0                                     | Vriendschappelijk                         | 1                                         |
| 3.                                        | 27 mei 2012                               | Albanië – Iran                            | 1 – 0                                     | Vriendschappelijk                         | 0                                         |
| 4.                                        | 3 juni 2012                               | Oezbekistan – Iran                        | 0 – 1                                     | WK Kwalificatie                           | 0                                         |
| 5.                                        | 15 augustus 2012                          | Tunesië – Iran                            | 2 – 2                                     | Vriendschappelijk                         | 0                                         |
| 6.                                        | 5 september 2012                          | Jordanië – Iran                           | 0 – 0                                     | Vriendschappelijk                         | 0                                         |
| 7.                                        | 11 september 2012                         | Libanon – Iran                            | 1 – 0                                     | WK Kwalificatie                           | 0                                         |
| 8.                                        | 16 oktober 2012                           | Iran – Zuid-Korea                         | 1 – 0                                     | WK Kwalificatie                           | 0                                         |
| 9.                                        | 14 november 2012                          | Iran – Oezbekistan                        | 0 – 1                                     | WK Kwalificatie                           | 0                                         |
| 10.                                       | 12 december 2012                          | Iran – Bahrein                            | 0 – 0                                     | West-Azië Cup                             | 0                                         |
| 11.                                       | 15 december 2012                          | Iran – Jemen                              | 2 – 1                                     | West-Azië Cup                             | 0                                         |
| 12.                                       | 6 februari 2013                           | Iran – Libanon                            | 5 – 0                                     | Kwalificatie Azië Cup                     | 0                                         |
| 13.                                       | 26 maart 2013                             | Koeweit – Iran                            | 1 – 1                                     | Kwalificatie Azië Cup                     | 0                                         |
| 14.                                       | 4 juni 2013                               | Qatar – Iran                              | 0 – 1                                     | WK Kwalificatie                           | 0                                         |
| 15.                                       | 11 juni 2013                              | Iran – Libanon                            | 4 – 0                                     | WK Kwalificatie                           | 0                                         |
| 16.                                       | 18 juni 2013                              | Zuid-Korea – Iran                         | 0 – 1                                     | WK Kwalificatie                           | 0                                         |
| 17.                                       | 15 oktober 2013                           | Iran – Thailand                           | 2 – 1                                     | Kwalificatie Azië Cup                     | 0                                         |
| 18.                                       | 15 november 2013                          | Thailand – Iran                           | 0 – 3                                     | Kwalificatie Azië Cup                     | 0                                         |
| Als speler bij Umm-Salal SC               |                                           |                                           |                                           |                                           |                                           |
| 19.                                       | 5 maart 2014                              | Iran – Guinee                             | 1 – 2                                     | Vriendschappelijk                         | 0                                         |
| 20.                                       | 18 mei 2014                               | Iran – Wit-Rusland                        | 0 – 0                                     | Vriendschappelijk                         | 0                                         |
| 21.                                       | 26 mei 2014                               | Iran – Montenegro                         | 0 – 0                                     | Vriendschappelijk                         | 0                                         |
| 22.                                       | 8 juni 2014                               | Trinidad en Tobago – Iran                 | 0 – 2                                     | Vriendschappelijk                         | 0                                         |
| 23.                                       | 16 juni 2014                              | Iran – Nigeria                            | 0 – 0                                     | WK 2014                                   | 0                                         |
| 24.                                       | 21 juni 2014                              | Argentinië – Iran                         | 1 – 0                                     | WK 2014                                   | 0                                         |
| 25.                                       | 25 juni 2014                              | Iran – Bosnië en Herzegovina              | 3 – 1                                     | WK 2014                                   | 0                                         |
| 26.                                       | 18 november 2014                          | Iran – Zuid-Korea                         | 1 – 0                                     | Vriendschappelijk                         | 0                                         |